# ハロルド・コイル
ハロルド・コイル(Harold Coyle)は米国の作家。歴史、戦争物などを手がけている。
ヴァージニア軍事大学(The Virginia Military Institute)を1974年に卒業し、米陸軍に現役で14年間勤務。ドイツ再統一以前の西ドイツ共和国にて戦車小隊長や在韓連合司令部(the Combined Field Army in the Republic of Korea)の作戦将校補佐を務めた。

## 著作一覧
以下に邦訳されている著作の一覧を原著の刊行年順に掲げる。（ ）内は原題。

### 小説
- 『第三次世界大戦-チームヤンキー出動』1987年 (Team Yankee)
- 『武力対決』 1989年 (Sword Point)
- 『ブライトスター作戦』 1990年 (Bright Star)
- 『軍事介入』1992年 (Trial by Fire)

## 関連事項
- ROTC：ヴァージニア軍事大学（ヴァージニア州の州立大学にしてROTCの士官候補生団がある）について解説あり。
- アメリカ陸軍